# Бахмаро
Бахмаро (груз. ბახმარო) — містечко (даба) в муніципалітеті Чохатаурі, Гурія, Грузія.
Населення на 2014 рік — 0 осіб.